# Katsuya Kondō
Katsuya Kondō (japanska: 近藤 勝也?, Kondō Katsuya) är en japansk mangatecknare, figurdesigner, animatör och animationschef. Han föddes 2 juni 1963 i Ehime prefektur i Japan. Han är mest känd för sitt arbete med figurdesignen på Studio Ghibli-filmer som Kikis expressbud och Jag kan höra havet, liksom för Playstation-spelet Jade Cocoon. Hans figurdesign räknas av vissa[källa behövs] som den främsta företrädaren för Studio Ghibli-stilen.

## Biografi
Efter gymnasiet började han arbeta för Osamu Dezaki och Akio Sugino vid deras Studio Annapuru. Under Shinji Ōtsukas ledning, fungerade Kondō som nyckelanimatör på TV-animeserien Cat's Eye (1983–1985). Därefter arbetade han som frilansare på serier som Mighty Orbots, Rainbow Brite och Disneys Bumbibjörnarna.  Hans första arbete för Studio Ghibli var som nyckelanimatör på deras debutfilm, Laputa – Slottet i himlen (1986). Efter att ha arbetat med Gainax-filmen Ōritsu uchūgun: Honneamise no tsubasa och OVA-produktioner som Devilman och Meikyū Bukken File 538 (även känd som Twilight Q), började Kondō blir känd för sin kvalitetskänsla.
Kondō samarbetade med Ken'ichi Sakemi på en manga som återberättade Jeanne d'Arcs liv, vid sidan av arbete med figurdesignen för TV-spelet Jade Cocoon. De två arbetade också med figurdesignen till 1990 års Kumo no yō ni Kaze no yō ni (animerad TV-film för NTV), baserad på Sakemis bok Kōkyū monogatari. Historien kretsade kring en ung flicka från landet som väljs ut att bli en av den kinesiske kejsarens konkubiner. Kondō arbetade också med Tomomi Mochizuki på Sayuri Horoshitas musikvideo Kaze no tōri michi, som producerades för Ajia-do Animations Works och sändes på NHK.
Katsuya Kondō har sedan starten med Laputa – Slottet i himlen deltagit i produktionen på alla Hayao Miyazakis långfilmsproduktioner utom Spirited Away. Dessutom har han bland annat arbetat med tre av Isao Takahatas Studio Ghibli-filmer. Endast fem av Studio Ghiblis långfilmer har saknat Kondōs medverkan, och Kondō har under årens lopp blivit en av nyckelfigurerna vid skapandet av Miyazakis välkända animationsstil. Kondō har på de flesta produktionerna arbetat som animationschef, assisterande animationschef (animation supervisor) eller figurdesigner. 2007 utsågs han till assisterande animationschef för Ponyo på klippan vid havet. Han skrev då också texten till filmens ledmotiv.
Därutöver har Kondō de senaste decennierna gjort inhopp på andra bolags produktioner. 2000 arbetade han på NTV:s Umi no Aurora och 2007 på Mitsuo Isos TV-serie Denno Coil.

## Verklista

### Animation
(Studio Ghibli = fetstilt årtal)
- 1984 – Mighty Orbots (figurdesigner)
- 1985 – Cat's Eye (nyckelanimatör)
- 1985 – Bumbibjörnarna (nyckelanimatör)
- 1986 – Laputa – Slottet i himlen (nyckelanimatör[4])
- 1987 – Twilight Q (figurdesigner)
- 1987 – Ōritsu uchūgun: Honneamise no tsubasa (nyckelanimatör)
- 1987, 1990 – Devilman (OVA; nyckelanimatör)
- 1988 – Min granne Totoro (nyckelanimatör[4])
- 1989 – Kikis expressbud (animationschef, figurdesigner[4])
- 1990 – Kumo no yō ni Kaze no yō ni (animationschef, figurdesigner[4])
- 1990 – Rainbow Brite (nyckelanimatör)
- 1991 – Omohide poro-poro (animationschef[4])
- 1992 – Porco Rosso (nyckelanimatör[4])
- 1993 – Jag kan höra havet (animationschef, figurdesigner[4])
- 1994 – Pompoko (nyckelanimatör[4])
- 1997 – Prinsessan Mononoke (nyckelanimatör[4])
- 1999 – Mina grannar Yamadas (nyckelanimatör[4])
- 2000 – Umi no Aurora (2D-figurdesign[4])
- 2004 – Det levande slottet (assisterande animationschef, nyckelanimatör)
- 2004 – Kaze no tōri michi (musikvideo; nyckelanimatör)
- 2007 – Dennō Coil (nyckelanimatör)
- 2008 – Ponyo på klippan vid havet (nyckelanimatör, assisterande animationschef)
- 2010 – Lånaren Arrietty (nyckelanimatör)
- 2011 – Uppe på vallmokullen (animationschef, figurdesigner)
- 2013 – Kaze tachinu (figurdesigner)
- 2014–15 – Ronja Rövardotter (figurdesigner)[5]

### Spel
- 1998 – Jade Cocoon: Story of the Tamamayu (Playstation) (figurdesigner, scendesigner[4])
- 2001 – Jade Cocoon 2 (Playstation 2) (figurdesigner, nyckelanimatör, animationschef)

### Böcker och manga
- 1993 – Boku ga suki na hito e: Umi ga kikoeru yori (ISBN 4195551714, 1993-05-31, ¥1200)[6]
- D'arc: Jeanne darukuden, av Kenichi Sakemi och Kondō, Tokuma
  - 1995 – Vol. 1: ISBN 4-19-770037-7, 1995-09-30, ¥950[6]
  - 1996 – vol. 2: ISBN 4-19-770048-2, 1996-09-30, ¥950[6]
- 2002 – Kondō Katsuya Art Works: Tamamayu monogatari & Tamamayu monogatari 2 (ISBN 4758010064, mars 2002, ¥3990)[6]